# José Robinson
José de Jesús Robinson González (Reynosa, 14 de febrero de 1945) es un deportista mexicano que compitió en saltos de trampolín. Ganó una medalla de bronce en los Juegos Panamericanos de 1971, en la prueba individual.

## Palmarés internacional
| Juegos Panamericanos | Juegos Panamericanos | Juegos Panamericanos | Juegos Panamericanos |
| Año                  | Lugar                | Medalla              | Prueba               |
| -------------------- | -------------------- | -------------------- | -------------------- |
| 1971                 | Cali (Colombia)      | Medalla de bronce    | Trampolín 3 m        |